# Línea 44 (EMT Madrid)
La línea 44 de la EMT de Madrid une la Plaza del Callao con la calle Marqués de Viana (Tetuán).

## Características
Esta línea radial da acceso directo al centro de Madrid a los barrios occidentales del distrito de Tetuán así como a parte del barrio de Vallehermoso (Chamberí).
Hasta el 6 de agosto de 2009 tenía su cabecera en la misma Plaza del Callao, pero al ser ahora peatonal dicha plaza ha sido trasladada a la calle San Bernardo manteniendo la misma denominación.

### Frecuencias
| Lunes a viernes laborables |               |
| De 6:00 a 8:00             | 8-15 minutos  |
| De 8:00 a 20:00            | 8-11 minutos  |
| De 20:00 a 23:00           | 11-17 minutos |
| Sábados laborables         |               |
| De 6:00 a 10:00            | 15-21 minutos |
| De 10:00 a 22:00           | 11-16 minutos |
| De 22:00 a 23:00           | 12-19 minutos |
| Domingos y festivos        |               |
| De 7:00 a 11:00            | 14-21 minutos |
| De 11:00 a 23:00           | 12-19 minutos |

## Recorrido y paradas

### Sentido Marqués de Viana
La línea inicia su recorrido en la calle San Bernardo, cerca de la Plaza de Santo Domingo. Desde aquí sube hasta la citada plaza y sale de ella por la calle Jacometrezo, que recorre entera hasta desembocar en la Gran Vía girando a la izquierda. A continuación baja por la Gran Vía hasta llegar a la plaza de España, atraviesa la plaza y sale por la calle Princesa, que recorre entera.
Al final de esta calle, gira a la derecha por la calle Fernández de los Ríos e inmediatamente a la izquierda por la calle Isaac Peral, por la que sube hasta la Plaza de Cristo Rey, donde sale por el Paseo de San Francisco de Sales. Sube por este paseo hasta la intersección con la calle General Ibáñez Ibero, donde gira a la izquierda por la misma, que recorre entera hasta salir a la Avenida de Reina Victoria, girando poco después a la izquierda para incorporarse a la Avenida de Pablo Iglesias e inmediatamente a la derecha por la Avenida del Doctor Federico Rubio y Galí.
La línea recorre esta avenida entera, girando al final de la misma a la derecha para circular por la calle Francos Rodríguez hasta la glorieta de Rocío Dúrcal, donde gira a la izquierda bajando por la calle Ofelia Nieto hasta el final de la misma, girando a la derecha para incorporarse a la calle Marqués de Viana, donde tiene su cabecera.
| Código | Parada                                 | Común con                    | Conexiones con Metro | Otros |
| ------ | -------------------------------------- | ---------------------------- | -------------------- | ----- |
| 5572   | CALLAO (C/ San Bernardo)               |                              | Callao               |       |
| 168    | Santo Domingo                          | 1 2 46 74 75 133 147 148 001 | Santo Domingo        |       |
| 283    | Gran Vía-Plaza de España               | 1 2 133 001                  | Plaza de España      |       |
| 1750   | Plaza de España                        | 1 2 133 138 C1 001           | Plaza de España      |       |
| 172    | Ventura Rodríguez                      | 1 2 133 138 C1 001           | Ventura Rodríguez    |       |
| 734    | Princesa-Rey Francisco                 | 1 133 138 C1 001             |                      |       |
| 736    | Argüelles                              | 1 133 138 C1 001             | Argüelles            |       |
| 738    | Altamirano                             | 1 133 138 C1 001             |                      |       |
| 4816   | Moncloa                                | 1 138 C1 001                 | Moncloa              |       |
| 4021   | Junta Municipal Moncloa                | 1 62 82 132 138 C1           |                      |       |
| 743    | Cristo Rey                             | 1 62 82 132 138 C1           | Islas Filipinas      |       |
| 803    | Cristo Rey-San Francisco de Sales      | 12                           |                      |       |
| 2390   | San Francisco de Sales                 | 12                           |                      |       |
| 2392   | Guzmán el Bueno-San Francisco de Sales |                              |                      |       |
| 2394   | Ibáñez Ibero                           |                              | Guzmán el Bueno      |       |
| 5591   | Cruz Roja                              |                              |                      |       |
| 1666   | Rubio y Galí-Almansa                   | 127                          |                      |       |
| 1668   | Rubio y Galí-Aranjuez                  | 127                          |                      |       |
| 1670   | Rubio y Galí-Jerónima Llorente         | 127                          |                      |       |
| 2396   | Rubio y Galí-Pablo Iglesias            |                              |                      |       |
| 2398   | Rubio y Galí-Francisco de Diego        |                              |                      |       |
| 2400   | Rubio y Galí-Francos Rodríguez         |                              |                      |       |
| 1676   | Metro Francos Rodríguez                | 128                          | Francos Rodríguez    |       |
| 1678   | Ofelia Nieto                           | 128                          |                      |       |
| 2402   | Ofelia Nieto-Paseo de la Dirección     |                              |                      |       |
| 3895   | MARQUÉS DE VIANA                       |                              |                      |       |

### Sentido Plaza del Callao
La línea inicia su recorrido en la calle Marqués de Viana próxima a la intersección con el Paseo de la Dirección, al cual se incorpora de inmediato para circular hasta la intersección con la calle Ofelia Nieto, a la cual se incorpora girando a la izquierda.
A partir de aquí el recorrido es igual al de ida pero en sentido contrario excepto en el paso por Moncloa, donde circula Arcipreste de Hita en vez de Fernández de los Ríos para incorporarse a la calle Princesa, así como en la llegada a la cabecera, donde se incorpora a la calle San Bernardo girando directamente desde la Gran Vía.
| Código | Parada                                 | Común con             | Conexiones con Metro | Otros |
| ------ | -------------------------------------- | --------------------- | -------------------- | ----- |
| 3895   | MARQUÉS DE VIANA                       |                       |                      |       |
| 4009   | Pº Dirección-Las Almortas              | 11                    |                      |       |
| 2403   | Ofelia Nieto-Paseo de la Dirección     |                       |                      |       |
| 1679   | Ofelia Nieto                           | 128                   |                      |       |
| 1677   | Metro Francos Rodríguez                | 128                   | Francos Rodríguez    |       |
| 2401   | Rubio y Galí-Francos Rodríguez         |                       |                      |       |
| 2399   | Rubio y Galí-Francisco de Diego        |                       |                      |       |
| 2397   | Rubio y Galí-Pablo Iglesias            |                       |                      |       |
| 1671   | Rubio y Galí-Jerónima Llorente         | 127                   |                      |       |
| 1669   | Rubio y Galí-Aranjuez                  | 127                   |                      |       |
| 1667   | Rubio y Galí-Almansa                   | 127                   |                      |       |
| 5098   | Cruz Roja                              | 127                   |                      |       |
| 2395   | Ibáñez Ibero                           |                       | Guzmán el Bueno      |       |
| 2393   | Guzmán el Bueno-San Francisco de Sales |                       |                      |       |
| 2391   | San Francisco de Sales                 |                       |                      |       |
| 2389   | Cristo Rey-San Francisco de Sales      |                       |                      |       |
| 4514   | Cristo Rey                             | 1 82 132 C2           | Islas Filipinas      |       |
| 4022   | Junta Municipal Moncloa                | 1 62 82 132 138 C2    |                      |       |
| 3687   | Moncloa                                | 1 62 138 C2           | Moncloa              |       |
| 737    | Altamirano                             | 1 133 138 C2 001      |                      |       |
| 735    | Argüelles                              | 1 133 138 C2 001      | Argüelles            |       |
| 193    | Princesa-Rey Francisco                 | 1 2 133 138 C2 001    |                      |       |
| 173    | Ventura Rodríguez                      | 1 2 74 133 138 C2 001 | Ventura Rodríguez    |       |
| 741    | Plaza de España                        | 1 2 74 133 138 C2 001 | Plaza de España      |       |
| 5139   | Gran Vía-Plaza de España               | 75 133 148            | Plaza de España      |       |
| 5572   | CALLAO (C/ San Bernardo)               |                       | Callao               |       |

## Galería de imágenes

Mapa zonal de la estación de metro de Guzmán el Bueno con los recorridos de las líneas de autobuses, entre las que aparece el 44.